# Делаус, Франсуа
Франсуа Делаус (фр. François Delahousse; 25 июня 1965) — французский дипломат. С 2016 по 2020 год занимал пост чрезвычайного и полномочного посла Франции в Туркменистане. Сменил на этом посту Патрика Паскаля, копию верительных грамот вручил 25 августа 2016 года.

## Дипломатическая карьера
1993—1997 — второй секретарь Посольства Франции в Варшаве (Польша).
1997—1999 — работал в Центральном управлении (Европейское сотрудничество).
1999—2004 — второй советник Посольства Франции в Киеве (Украина).
2004—2008 — второй советник Посольства Франции в Бухаресте (Румыния).
2008—2011 — второй советник Посольства Франции в Гааге (Нидерланды).
2011—2014 — слушатель в Дипломатическом и консульском институте при Министерстве иностранных дел Франции (первый выпуск по системе непрерывной профессиональной подготовки).
С августа 2011 по 2016 год работал в центральном управлении, заместителем директора по Кавказу и Центральной Азии.
С августа 2016 года посол Франции в Туркменистане. 15 августа вручил копии верительных грамот в МИД Туркменистана. 25 августа 2016 года — вручил верительные грамоты Президенту Туркменистана Гурбангулы Бердымухамедову и официально вступил в должность. В сентябре 2020 года завершил свою миссию.

## Знание иностранных языков
Франсуа Делаус, помимо родного французского, владеет русским, английским, польским, немецким и румынскими языками.